# Erylus aleuticus
Erylus aleuticus är en svampdjursart som beskrevs av Lehnert, Stone och Heimler 2006. Erylus aleuticus ingår i släktet Erylus och familjen Geodiidae. Inga underarter finns listade i Catalogue of Life.